# Švihov u Klatov
Švihov u Klatov – stacja kolejowa w Švihovie, w kraju pilzneńskim, w Czechach. Położona jest na wysokości 385 m n.p.m.
Na stacji nie ma możliwości zakupu biletu, a obsługa podróżnych odbywa się w pociągu. 

## Linie kolejowe
- 183 Plzeň - Klatovy - Železná Ruda-Alžbětín